# Jorge Caicedo
Jorge Caicedo (Santiago de Cali, 27 de marzo de 1970 - ibidem, 9 de diciembre de 2021) fue un escritor, docente y documentalista colombiano.

## Biografía
Comunicador social de profesión y educador popular de oficio. A través de sus escritos, retrara las rutinas populares de las ciudades latinoamericanas. Incursionó en la producción audiovisual a través de una serie de documentales que intentan fortalecer la identidad afrocolombiana, tema que no atraviesa su literatura.

## Filmografía
- La rumba de la Ocho (1992)
- NPN EL cielo no es para todos (1999)
- Cimarrones (2007)
- La Virgen de la Arena (2009)